# Víktor Logunov
Víktor Alekséievitx Logunov (en rus Виктор Алексеевич Логунов) (Moscou, 21 de juliol de 1944 - 10 d'octubre de 2022) va ser un ciclista soviètic, d'origen rus, que va córrer durant els anys 60 del segle xx. Es dedicà al ciclisme en pista.
El 1964 va prendre part en els Jocs Olímpics de Tòquio, en què guanyà una medalla de plata en la prova de tàndem, fent parella amb Imants Bodnieks. En aquests mateixos Jocs quedà en novena posició de la prova del quilòmetre contrarellotge.
Entre 1966 i 1968 guanyà cinc campionats soviètics de pista. Una vegada retirat exercí d'entrenador, dirigint l'equip de ciclisme de l'Equip Unificat als Jocs de Barcelona 92.